# Estación de Daejeon
La estación de Daejeon (en hangul, 대전역; en hanja, 大田驛; romanización revisada, Daejeon-yeok; McCune-Reischauer, Taechŏn-yŏk) es una estación de ferrocarril de la ciudad surcoreana de Daejeon. Es una parada en el ferrocarril de alta velocidad de Gyeongbu que la conecta con la estación de Seúl, a unos 160 km.

## Historia
La estación se inauguró el 1 de enero de 1905, en el período de Corea bajo el dominio japonés, y los trenes KTX en la línea Gyeongbu comenzaron sus servicios el 1 de abril de 2004. La estación inspiró la romántica balada de blues "Daejeon Blues" que ha sido preferida por los músicos de todo el mundo. Asia y se ha convertido en un clásico coreano. La melodía de la canción se reproduce en los altavoces de los trenes del metro al llegar a la estación de Daejeon. La estación se utilizó para la película de 2016 Train to Busan.

## Servicios
La estación de Daejeon da servicio a todos los trenes KTX de la línea Gyeongbu. También cuenta con servicios expresos y servicios locales en la línea Gyeongbu de velocidad normal. La estación es servida por la línea Daejeon, una línea corta que conecta la estación Daejeon con la estación Seodaejeon, y también por el metro de Daejeon. Las tiendas subterráneas se pueden encontrar conectadas a la estación de metro de Daejeon.